# Ganaxolon
Ganaxolon ist ein Arzneistoff aus der Gruppe der neuroaktiven Steroide (Neurosteroide). Unter dem Namen Ztalmy (Hersteller: Marinus Pharmaceuticals) ist er zugelassen zur oralen Behandlung von Krampfanfällen im Zusammenhang mit einer CDKL5-Mangel-Erkrankung bei Patienten ab 2 Jahren. Dabei handelt es sich um eine sehr selten auftretende Erbkrankheit, die zu häufigen Krampfanfällen kurz nach der Geburt führt und eine schwere Beeinträchtigung der neurologischen Entwicklung zur Folge hat.

## Eigenschaften
Ganaxolon ist das synthetische 3β-methylierte Derivat des endogenen Neurosteroids Allopregnanolon (3α,5α-Tetrahydroprogesteron, Brexanolon), eines Metaboliten des Gelbkörperhormons Progesteron. Es hat eine mit Allopregnanolon vergleichbare pharmakologische Wirkung.
Durch die Methylierung am C-3 wird die Metabolisierung der 3α-Hydroxylgruppe verringert, wodurch die orale Bioverfügbarkeit verbessert und die Halbwertszeit verlängert wird. Eine Umwandlung in die hormonell aktive 3-Keto-Form unterbleibt, so dass keine hormonellen Wirkungen entstehen.
Die Substanz ist wenig wasserlöslich und kommt als Suspension zum Einnehmen zur Anwendung. Ferner wird sie auch für eine intravenöse Anwendung entwickelt.

## Wirkungsmechanismus
Der genaue Wirkungsmechanismus ist unbekannt. Es wird angenommen, dass Ganaxolon seine krampflösende Wirkung durch positive allosterische Modulation am GABA-Rezeptor vom Typ A (GABAA-Rezeptor) im ZNS entfaltet. GABA-Rezeptoren sind das biologische Ziel des inhibitorischen Neurotransmitters γ-Aminobuttersäure (=GABA).
Im Gegensatz zu Benzodiazepinen wirkt Ganaxolon neben an synaptischen auch an extrasynaptischen GABAA-Rezeptoren. Die Beeinflussung extrasynaptischer GABAA-Rezeptoren wird als potentielles Target in der Behandlung verschiedener neurologischer und psychiatrischer Störungen angesehen.

## Medizinische Verwendung
Das zugelassene Anwendungsgebiet für Ztalmy umfasst die Behandlung von Krampfanfällen in Verbindung mit dem CDKL5-Mangel-Erkrankung bei Patienten ab 2 Jahren. Es wird dreimal täglich als Suspension oral verabreicht.

### Klinische Prüfung
Die Zulassung basiert auf Daten aus der Phase-3-Studie Marigold, einer doppelblinden, placebokontrollierten Studie mit 101 Patienten. In der Studie zeigte sich bei den mit Ganaxolon behandelten Patienten eine mediane Verringerung der 28-tägigen Häufigkeit schwerer motorischer Anfälle um 31 % im Vergleich zu einer Verringerung um 7 % bei den mit Placebo behandelten Patienten, wodurch der primäre Endpunkt der Studie erreicht wurde.
Bei den Patienten der offenen Marigold-Verlängerungsstudie, die mindestens 12 Monate lang mit Ganaxolon behandelt wurden (n=48), ging die Häufigkeit schwerer motorischer Anfälle im Median um 49,6 % zurück.

### Nebenwirkungen
Ganaxolon kann Somnolenz (Schläfrigkeit) und Sedierung (Dämpfung) verursachen. In der Marigold-Studie traten diese Wirkungen bei 44 % der mit Ganaxolon behandelten Patienten auf im Vergleich zu 24 % der Patienten, die Placebo erhielten.

## Hintergrund

Lokalisation des CDKL5-Gens auf dem X-Chromosom

Das CDKL5-Mangel-Erkrankung (CDD, Cyclin-dependent kinase-like 5 Deficiency Disorder) ist eine neurologische Entwicklungsstörung, die durch Funktionsverlustmutationen (Loss of function mutation) im CDKL5-Gen verursacht wird. CDKL5 kodiert für die cyclinabhängige Kinase 5, die für die normale Funktion von Nervenzellen (Neuronen) notwendig ist. Die CDD beginnt in der Regel mit Anfällen oder Krämpfen innerhalb der ersten Lebensmonate, die später zur Epilepsie fortschreiten. CDD-Patienten zeigen eine tiefgreifende neurologische Entwicklungsverzögerung, insbesondere in der kognitiven, sozialen und motorischen Funktion, so dass die meisten eine ständige Betreuung benötigen. Mit einer Inzidenz von etwa einer von 42.000 Lebendgeburten ist CDD eine der häufigsten monogenen Epilepsien, von der Zehntausende von Menschen weltweit betroffen sind. Das CDKL5-Gen ist auf dem p-Arm des X-Chromosoms (Xp22) lokalisiert. Aufgrund der Lage auf dem X-Chromosom betrifft das CDKL5-Mangel-Erkrankung mehr Mädchen als Jungen. Die Krankheit ist lebensbedrohlich.

## Entwicklung und Zulassung
Ganaxolon wurde ursprünglich in den 1990er Jahren von CoCensys erforscht und später von Marinus Pharmaceuticals zur weiteren Entwicklung erworben. Die Zulassung in den USA erfolgte im März 2022. Im Juli 2023 folgte die Zulassung in der EU für die Zusatzbehandlung von epileptischen Anfällen im Zusammenhang mit einer CDD bei Patienten im Alter
ab 2 Jahren.
Der Wirkstoff wird auch als potentielles Medikament für die Behandlung anderer Epilepsieformen (darunter katameniale Epilepsie) und der tuberösen Sklerose untersucht. Es bestehen Einstufungen als Orphan-Arzneimittel.